# Лот (инструмент)
Лот (от руски: лот, съответно от нидерл. lood) е хидрографски и навигационен инструмент за измерване на дълбочини във воден басейн – река, езеро или крайбрежие на море.
Лотът представлява тежест, завързана на въже. Спуска се зад борда на кораба, докато тежестта опре дъното и по дължината на потопеното въже се отчита дълбочината. Обикновено тежестта е метална, често – оловна.

Такъв лот се използва и днес, въпреки развитието на техниката и масовото ползване на ехолоти.
Ръчният лот с въже (въжето се нарича лотлин, от руски) е незаменим инструмент при определяне на малки дълбочини около кораба, когато стандартният ехолот не може да се ползва – например при засядане на кораба или при швартоване на недостатъчно изследван кей.
Бил е широко разпространен в ерата на ветроходните кораби. Оловната тежест е имала вдлъбнатина в долния си край, която е била запълвана със смес от лой и стрита креда (тебешир) с цел, по полепналите частици (пясък, тиня, дребни камъчета...) да се определи характера на грунта. Грунтът е от съществено значение за закотвянето на кораба.
Ръчният лот с въже може да се ползва на малки дълбочини, обикновено около бреговете. На голяма дълбочина е много трудно да се определи точният момент, в който тежестта ляга на дъното.

## Усъвършенстване на механичния лот
Английският полярен изследовател Джеймс Рос по време на своята антарктическа експедиция 1831 – 1849 г. измисля метод за определяне на момента, при който тежестта достига дъното, по изменението на скоростта на развиване на лотлина.
При големи дълбочини възниква и проблемът с издърпването на тежестта. През 1854 г. мичманът от американския флот Джон Брук (John Mercer Brooke), изобретява лот с отделяща се тежест, който е връщал само образец от грунта, но не и самата тежест. (Според някои негови съвременници тази идея е била на руския император Петър I). С този прибор са били направени първите систематични изследвания на океанското дъно за първия трансатлантически телеграфен кабел. Тези изследвания са направени от Отуей Бериман (Otway H. Berryman) на кораба "Arctic" от Ирландия до Нюфаундленд през 1856 г. и Джоузеф Деймън (Joseph Dayman) с корабите "Cyclops" и "Gorgon" през 1859 г. 
През 1855 г. американският морски офицер, учен и професор по метеорология М. Ф. Мори (Matthew F. Maury) съставя първата батиметрична карта на северния Атлантик.
През 1870 г. британският учен Уилям Томсън (известен като лорд Келвин) предлага лот от нов тип. Той заменя въжето с поцинкована тел (0,7 - 0,9 мм), която при спускане се забавя със сила, равна на теглото на спуснатата от нея част. В резултат лотът се е спускал само от силата на тежестта на самата оловна тежест и е спирал, когато тя е стигала дъното. Тежестта автоматично се е откачала, като друго устройство е вземало проба от океанското дъно. Към него са били добавяни и термометри, както и устройство за вземане на проба вода близко до дъното.

## Модерни способи за измерване на морските дълбочини
През XX век широко разпространение получава ехолотът, който работи на принципа на сонара - измерване на времето, за което акустични вълни излъчени от кораба, ще се отразят от морското дъно и ще се върнат обратно. Изобретението се счита че принадлежи на германеца Александър Бем (Alexander Behm) за което той получава патент на 22.07.1913 г. По същество това е различен уред, за него виж статията Ехолот, както и Сонар. 